# Cătălin Predoiu
Cătălin Marian Predoiu (ur. 27 sierpnia 1968 w Buzău) – rumuński prawnik i polityk, w latach 2008–2012, 2019–2020 i 2021–2023 minister sprawiedliwości, w lutym 2012, czerwcu 2023 oraz od maja do czerwca 2025 pełniący obowiązki premiera Rumunii, od 2023 wicepremier oraz minister spraw wewnętrznych.

## Życiorys
W 1991 ukończył prawo na Uniwersytecie Bukareszteńskim. W 1994 odbył szkolenie z zakresu prawa handlowego w Caen. W 2004 na macierzystej uczelni uzyskał doktorat z nauk prawnych. W 1991 został przyjęty do adwokatury i rozpoczął praktykę w zawodzie. W 1999 został członkiem Międzynarodowego Stowarzyszenia Prawników. Od 2003 do 2007 był członkiem okręgowej rady adwokackiej w Bukareszcie. W latach 1994–2007 wykładał prawo na Uniwersytecie Bukareszteńskim. Jest autorem publikacji z dziedziny prawa handlowego i gospodarczego.
29 lutego 2008 objął stanowisko ministra sprawiedliwości w rządzie premiera Călina Popescu-Tăriceanu. W nowym rządzie, utworzonym 22 grudnia 2008 przez Emila Boca zachował urząd, co spowodowało zawieszenie jego członkostwa w Partii Narodowo-Liberalnej, z ramienia której wcześniej w tym samym roku kandydował do Izby Deputowanych. Po opuszczeniu koalicji przez Partię Socjaldemokratyczną 1 grudnia 2009 przejął czasowo obowiązki ministra spraw zagranicznych od Cristiana Diaconescu, pełniąc je do 23 grudnia 2009. W zaprzysiężonym tegoż dnia drugim rządzie Emila Boca zachował stanowisko ministra sprawiedliwości.
6 lutego 2012, po rezygnacji Emila Boca ze stanowiska premiera z powodu protestów społecznych przeciwko polityce oszczędnościowej rządu, przejął jego obowiązki. Pełnił je do 9 lutego 2012, kiedy to zaprzysiężony został gabinet Mihaia Răzvana Ungureanu. Resortem sprawiedliwości kierował do 7 maja tegoż roku, gdy władzę przejęły ugrupowania opozycyjne. W 2013 dołączył do Partii Demokratyczno-Liberalnej, obejmując funkcję jej pierwszego wiceprzewodniczącego.
W wyborach w 2016 z ramienia PNL (która w międzyczasie połączyła się z PDL) uzyskał mandat posła do Izby Deputowanych. W 2020 z powodzeniem ubiegał się o reelekcję.
4 listopada 2019 ponownie stanął na czele resortu sprawiedliwości, obejmując to stanowisko w nowo utworzonym rządzie Ludovika Orbana. Pozostał na tej funkcji również w powołanym 14 marca 2020 drugim gabinecie dotychczasowego premiera. 23 grudnia 2020 zakończył pełnienie funkcji ministra. 25 listopada 2021 kolejny raz został ministrem sprawiedliwości, dołączając do rządu, na czele którego stanął wówczas Nicolae Ciucă.
12 czerwca 2023 został po raz drugi pełniącym obowiązki premiera, gdy Nicolae Ciucă złożył rezygnację w ramach realizacji umowy koalicyjnej. Wykonywał je do 15 czerwca tegoż roku, gdy nowym premierem został Marcel Ciolacu. W jego utworzonym wówczas gabinecie Cătălin Predoiu objął urzędy wicepremiera oraz ministra spraw wewnętrznych. W 2024 został wybrany w skład Senatu. W grudniu tego samego roku pozostał na dotychczasowych funkcjach rządowych w drugim gabinecie Marcela Ciolacu.
W lutym 2025 powierzono mu pełnienie obowiązków przewodniczącego Partii Narodowo-Liberalnej (gdy dotychczasowy p.o. przewodniczącego Ilie Bolojan przejął wykonywanie obowiązków prezydenta). 6 maja 2025, w związku z dymisją Marcela Ciolacu, po raz trzeci został pełniącym obowiązki premiera. Wkrótce po wyborach prezydenckich Ilie Bolojan przejął od niego pełnienie obowiązków przewodniczącego PNL. Obowiązki premiera wykonywał do 23 czerwca 2025. Tego samego dnia w nowym gabinecie, na czele którego stanął Ilie Bolojan, po raz kolejny objął urzędy wicepremiera i ministra spraw wewnętrznych.

## Życie prywatne
Jest żonaty, ma dwoje dzieci.